# Carles Sudrià i Triay
Carles Sudrià i Triay (Barcelona, 1953) és un historiador econòmic català.

## Trajectòria
Després d'estudiar i doctorar-se el 1981 en Ciències Econòmiques per la Universitat Autònoma de Barcelona, amplià els seus estudis sobre història econòmica al Departament d'Economia de la Universitat de Berkeley, als Estats Units. Ha estat professor a la Universitat Autònoma de Barcelona i, posteriorment, catedràtic d'història i institucions econòmiques a la Universitat de Barcelona. Els seus estudis s'han centrat, fonamentalment, en l'anàlisi històrica del paper que han tingut les fonts d'energia en el desenvolupament econòmic de Catalunya i d'Espanya, i en la història de les corporacions bancàries a Catalunya i Espanya.

## Publicacions[1][3]
- El Banc de Barcelona, 1874-1920: decadència i fallida, juntament amb Yolanda Blasco Martel (2016)
- El Banco de Barcelona (1844-1874), historia de un banco emisor, juntament amb Yolanda Blasco Martel (2010)
- El Banc de Barcelona, 1844-1874: història d'un banc d'emissió, juntament amb Yolanda Blasco Martel (2009)
- Electra y el Estado, juntament amb Antonio Gómez Mendoza i Javier Pueyo Vinué (2007)
- Introducció a la història econòmica mundial, juntament amb Gaspar Feliu i Montfort (2006)
- Història Econòmica de la Catalunya Contemporània, juntament amb Jordi Maluquer, Jordi Nadal i Francesc Cabana (1988-1994)
- La economía española en el siglo XX : una perspectiva histórica, juntament amb Jordi Nadal Lorenzo i Albert Carreras i Odriozola, com a compiladors (1987)
- El carbón en España, 1770-1961: una historia económica, juntament amb Sebastián Coll Martín (1987)
- Història de la Caixa de Pensions, juntament amb Jordi Nadal (1981)